# جوديث مالينا
جوديث مالينا (بالإنجليزية: Judith Malina)‏ (و. 1926 – 2015 م) هي كاتِبة، وكاتبة مسرحية، وممثلة مسرحية، وممثلة أفلام، وممثلة تلفزيونية، ومخرجة مسرحية من الولايات المتحدة، وجمهورية فايمار، ولدت في كيل، توفيت عن عمر يناهز 89 عاماً.

## التعليم
تعلمت في ذا نيو سكول
.

## جوائز
حصلت على جوائز منها:
- وسام الاستحقاق الثقافي  [لغات أخرى]‏ (2007)
- زمالة غوغنهايم

## وصلات خارجية
- جوديث مالينا على موقع IMDb (الإنجليزية)
- جوديث مالينا على موقع ألو سيني (الفرنسية)
- جوديث مالينا على موقع ميوزك برينز (الإنجليزية)
- جوديث مالينا على موقع أول موفي (الإنجليزية)
- جوديث مالينا على موقع قاعدة بيانات الأفلام السويدية (السويدية)
- جوديث مالينا على موقع إن إن دي بي (الإنجليزية)
- جوديث مالينا على موقع ديسكوغز (الإنجليزية)
- جوديث مالينا على موقع قاعدة بيانات الفيلم (الإنجليزية)
- جوديث مالينا على موقع كينوبويسك (الروسية)